# Atlantische Hurrikansaison 2004
Die Hurrikansaison 2004 begann offiziell am 1. Juni 2004 und dauerte bis zum 30. November 2004. Diese Daten grenzen für gewöhnlich die Zeitspanne jedes Jahres ab, in der sich die meisten tropischen Wirbelstürme im Atlantischen Ozean bilden. Dennoch dehnte die Saison 2004 diese üblichen Grenzen etwas aus, weil sich der tropische Sturm Otto am letzten Tag der Saison bildete und bis zwei Tage in den Dezember hinein anhielt. Die Saison war ein gutes Stück oberhalb der Durchschnittsaktivität mit fünfzehn benannten Stürmen und einer der höchsten Accumulated Cyclone Energy (ACE), die jemals gemessen wurde.
Die Saison war eine der opferreichsten und kostspieligsten Hurrikansaisons seit Beginn der Aufzeichnungen; Winde und Fluten waren für mindestens 3132 getötete Personen und einen Sachschaden von etwa 50 Milliarden US-Dollar (in Preisen von 2004) verantwortlich. Die bedeutendsten Stürme der Saison waren die vier Hurrikane, die über die Vereinigten Staaten zogen, drei davon haben für Winde mit mindestens 185 km/h gesorgt: Charley, Frances, Ivan und Jeanne. Alle vier trafen Florida – zum ersten Mal wurde der Bundesstaat durch vier Hurrikane in einer Saison getroffen. Jeanne richtete auf Haiti verheerenden Schaden an und tötete geschätzte 3000 Menschen, während Ivan durch Grenada, Jamaika und den Kaimaninseln tobte; Frances und Jeanne trafen beide die Bahamas mit voller Kraft, während Charley auf Kuba bedeutsamen Schaden verursachte. Weiterhin trafen alle vier Hurrikane sowie ein tropischer Sturm den US-Bundesstaat Florida. Frances und Jeanne trafen beinahe denselben Ort innerhalb von drei Wochen; Fluten im Südosten der Vereinigten Staaten brachten fast Rekordstände.

## Saisonprognosen

### Ausblick vor der Saison
Am 17. Mai, vor dem Beginn der Saison, prophezeiten Meteorologen der NOAA eine Wahrscheinlichkeit von 50 % für eine überdurchschnittliche Aktivität. Demnach sollten 12–15 tropische Stürmen auftreten, von denen 6–8 Hurrikane werden und 2–4 von diesen mindestens die Kategorie 3 auf der Saffir-Simpson-Hurrikan-Windskala erreichen sollten.
Die Vorhersage vom 28. Mai des bekannten Hurrikanexperten William Gray vom 28. Mai war ähnlich. Dessen Prognose beruhte auf 14 benannten Stürmen, 8 davon würden Hurrikane werden und 3 davon mindestens die Kategorie 3 erreichen.

### Ausblick während der Saison
Am 6. August verkündete Gray, dass er seine Vorhersagen wegen eines weniger ausgeprägten El Niño etwas nach unten korrigiert hätte, auf 13 benannte Stürmen, 7 Hurrikane und 3 schwere Hurrikane. Einige Tage später veröffentlichte auch die NOAA eine aktualisierte Vorhersage mit einer Wahrscheinlichkeit von 90 % für eine überdurchschnittliche Aktivität, ohne aber die Anzahl der erwarteten Stürme zu verändern. Eine normale Hurrikansaison umfasst nach der NOAA 6–14 tropische Stürme, von denen 4–8 die Stärke eines Hurrikane erreichen und 1–3 schwere Hurrikane. Die Saison endete mit 16 Tiefdruckgebieten, 15 benannten Stürmen, 9 Hurrikanen und 6 schweren Hurrikanen und übertraf damit alle Vorhersagen.

## Saisonaktivität

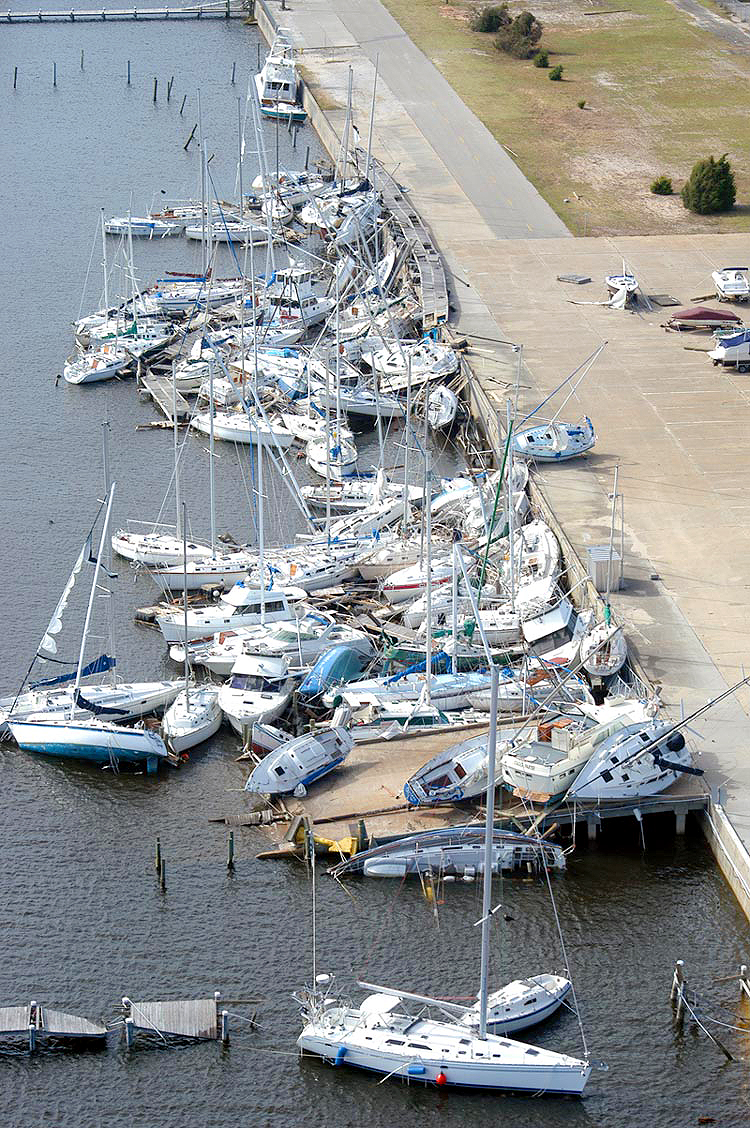
Hurricane Ivan beschädigte und zerstörte zahlreiche Boote in der Bayou Grande Marina der Naval Air Station Pensacola, Florida

Die Saison hatte 16 tropische Tiefdruckgebiete, 15 benannte Stürme, 9 Hurrikane und 6 schwere Hurrikane (Kategorie 3 oder höher auf der Saffir-Simpson-Hurrikan-Windskala). Mit einer Accumulated Cyclone Energy von 225 rangiert die Saison als die viertaktivste Saison seit 1950, nach den Jahren 2005, 1950 und 1995.
Der erste benannte Sturm bildete sich erst am 1. August, was der Saison den fünfspätesten Start seit der Hurrikansaison 1952 gab. Die Saison begann somit sehr spät, aber die Bildung von gleich acht benannten Stürmen im August brach die alte Rekordmarke von sieben, die während der Hurrikansaisons 1933 und 1995 gesetzt wurde. In einem Durchschnittsjahr bilden sich nur drei oder vier Stürme im August.
Tropischer Sturm Bonnie und Hurrikan Charley waren die ersten direkt aufeinanderfolgenden Stürme, die innerhalb von vierundzwanzig Stunden denselben Bundesstaat der Vereinigten Staaten – Florida – trafen. Während des Restes der Saison wurde Florida von drei weiteren Hurrikanen getroffen, Frances, Ivan und Jeanne. Es war das erste seit der Saison 1886, das ein Bundesstaat von vier Hurrikanen getroffen wurde. 1886 war das Jahr, in dem der Indianola-Hurrikan die Stadt Indianola zerstörte.
Hurrikan Alex war der stärkste bisher aufgezeichnete Hurrikan, der sich nördlich des 38. Breitengrades bildete. Ein Sturm – Tropischer Sturm Earl – starb im atlantischen Becken ab, sein Resttief wanderte ins ostpazifische Becken und wurde dort zum Hurrikan Frank.
Der ungewöhnlichste Sturm der Saison war Hurrikan Ivan, der die Meteorologen zunächst damit beeindruckte, dass er der erste schwere Hurrikan (höher als Kategorie 3) war, der sich südlich des 10. Breitengrades bildete. Ivan war mit einem Zentralluftdruck von 910 hPa damals der sechstintensivste tropische Wirbelsturm seit Beginn der verlässlichen Beobachtungen (inzwischen auf dem 10. Rang angelangt). Ebenfalls sehr unüblich war das Verhalten des Resttiefs von Ivan, das nach dem Zug über den Osten der Vereinigten Staaten wieder nach Süden wanderte und in einem großen Kreis erneut in den Golf von Mexiko gelangte. Dort intensivierte sich das Resttief am 22. September zu einem passablen tropischen Sturm, der nochmals Windgeschwindigkeiten von 100 km/h erreichen konnte, bevor er an der Küste von Texas geringe Schäden anrichtete.

## Todesfälle und Schäden

Hurrikane Frances (oben links) und Ivan (unten rechts) am 5. September

Die Opferzahl der atlantischen Hurrikansaison 2004 lag mit 3000 Todesfällen durch von Stürmen verursachten Überflutungen oder dem Wind selbst sehr hoch. Nahezu alle Todesfälle wurden auf Haiti registriert, die sich aus den Sturzfluten und Erdrutschen ergaben, die durch Jeanne verursacht wurden.
Ein Tiefdruckgebiet im Mai brachte ebenfalls sintflutartige Regenfälle über Haiti und die Dominikanische Republik. Dabei verloren rund 2000 Menschen ihr Leben. Obwohl das System nicht offiziell als tropisch klassifiziert wurde, wies es eine Zirkulation und eine schlecht organisierte Konvektion auf, ähnlich einem subtropischen Wirbelsturm.

## Zyklon Catarina
Obwohl nicht zur atlantischen Hurrikansaison gehörend, war auch ein Sturmereignis im Südatlantik so unüblich, dass es hier Erwähnung verdient. Am 25. März bildete sich ein tropischer Wirbelsturm (inoffiziell Zyklon Catarina genannt) im Südatlantik. Catarina wird als erster tropischer Wirbelsturm seit Beginn der Satellitenbeobachtung angesehen, der sich im Südatlantik gebildet hat. Er kam spät am 27. März im brasilianischen Staat Santa Catarina an Land. Der Sturm tötete mindestens drei Menschen und richtete über 350 Millionen US-Dollar (2004) an Schaden an.

## Stürme

### Hurrikan Alex
Der erste Sturm der Saison bildete sich Ende Juli vor der Küste von South Carolina. Alex verstärkte sich in einen Hurrikan der Kategorie 2 und streifte am 3. August die Outer Banks von North Carolina, ohne dass das Zentrum über Land zog. Der Schaden begrenzte sich auf Fluten und Windschäden und in Dare County, North Carolina wird er auf 2,4 Millionen US-Dollar geschätzt. Eine kleine Verletzung wurde registriert.
Alex steuerte später auf das Meer hinaus und verstärkte sich dort zu einem Hurrikan der Kategorie 3. Alex wurde damit zum zweiten Hurrikan seit Beginn der Aufzeichnungen, der der sich nördlich des 38. Breitengrades zu einem schweren Hurrikan entwickelte, bevor er über dem Nordatlantik außertropisch wurde.
- NHC-Archiv zu Hurrikan Alex (englisch)

### Tropischer Sturm Bonnie
Am 3. August näherte sich eine tropische Welle den Kleinen Antillen und entwickelte sich zum zweiten tropischen Tiefdruckgebiet der Saison. Als der Sturm westwärts über die Inseln zog, löste er sich am 4. August zunächst auf. Das Resttief wanderte weiter westwärts und verstärkte sich am 9. August in der Yucatánstraße zum Tropischen Sturm Bonnie. Obwohl er wenig ausgebildet schien, wies Bonnie eine außerordentliche, geschlossene Wolkenwand um das Auge, das einen Durchmesser von rund 15 km hatte und spät am 9. August sowie früh am 10. August von Hurrikanjägern gesichtet wurde, ein Charakteristikum, das bei tropischen Wirbelstürmen dieser Intensität nahezu unbekannt war. Bonnie war ein sehr kleiner Sturm, dessen Winde in der Stärke eines tropischen Sturmes sich lediglich 50 km vom Zentrum weg ausdehnten. Windscherung in der Höhe schwächte den Sturm ab und Bonnie gelangte als tropischer Sturm etwas südlich von Apalachicola, Florida am 12. August über Land. Bonnie beschleunigte nordostwärts und wurde am 14. August im Südosten von New Jersey zu einem Resttief.
Bonnie verursachte entlang seines Weges geringe bis mäßige Schäden. In den südöstlichen Vereinigten Staaten verursachte der Sturm einen Tornadoausbruch, der zu einem Sachschaden von 500.000 US-Dollar (2004) führte und drei Menschenleben forderte. In New Brunswick führte das Resttief zu Starkregen, der eine Person indirekt tötete.
- NHC-Archiv zu Bonnie (englisch)
- Archiv des HPC zu Bonnie (Memento vom 19. August 2004 im Internet Archive) (englisch)

### Hurrikan Charley
Der Hurrikan Charley bildete sich am 9. August östlich der Inseln über dem Winde und zog schnell westwärts über die Karibik. Als er sich Jamaika näherte, wurde er ein Hurrikan und streifte die Insel am 11. August, um am nächsten Morgen über die Kaimaninseln hinwegzuziehen. Am 12. August passierte Charley als Hurrikan der Kategorie 3 Kuba westlich von Havanna.
Am 13. August wurde Charly unerwartet schnell stärker und entwickelte sich in wenigen Stunden von der Kategorie 2 zu einem schweren Hurrikan der Kategorie 4, der zur selben Zeit eine scharfe Wende Richtung Nordosten einschlug. Charley zog als Hurrikan der Kategorie 4 bei Punta Gorda in Florida über Land. Obwohl der Sturm ernsthafte Schäden anrichtete, waren diese auf den engen Pfad des Hurrikanauges begrenzt. Charley war ein sehr schneller, kompakter Sturm, weshalb der Großteil der von ihm angerichteten Schäden eher auf der Stärke des Sturmes als auf schweren Regenfällen beruht, wie es bei den meisten Hurrikanen der Fall ist. Charley behielt während seiner vollständigen Wanderung über Florida hinweg seinen Hurrikanstatus. Er passierte Orlando und zog in der Nähe von Daytona Beach vorbei. Er gelangte anschließend erneut über Wasser und zog am 14. August in der Nähe von North Myrtle Beach in South Carolina erneut über Land. In der Nähe von Cape Cod in Massachusetts löste sich Charley am 15. August auf.
Charley verursachte in den Vereinigten Staaten etwa 14 Milliarden US-Dollar an Schaden, was ihn zu diesem Zeitpunkt zum viertteuersten Hurrikan der US-Geschichte machte. Fünfzehn Todesfälle wurden Charley direkt beigemessen, vier auf Jamaika, einer auf Kuba und zehn in Florida.
- Archiv des NHC zu Hurrikan Charley (englisch)

### Hurrikan Danielle
Am 13. August um 11 Uhr AST bildete sich ungefähr 440 km südlich von Kap Verde eine tropische Welle zum vierten tropischen Tiefdruckgebiet aus. Es war der erste von fünf kapverdischen Hurrikanen im Jahr 2004. Das Tiefdruckgebiet wurde stärker und zwölf Stunden später zum Tropischen Sturm Danielle hochgestuft. Spät am 14. August erhöhten sich Danielles Windgeschwindigkeiten weiter und der Sturm wurde zum Hurrikan. Danielle zog nordwestwärts, um als Kategorie-2-Hurrikan die stärkste Intensität zu erreichen. Es wurde vorhergesagt, dass Danielle eine Kurve in Richtung der Azoren nehmen würde, aber der Hurrikan verlor am 18. August an Bewegung und flaute zu einem tropischen Sturm ab. Am 19. August wurde der Sturm 1305 km südwestlich der Azoren mit minimaler Sturmstärke stationär und am nächsten Tag zu einem tropischen Tiefdruckgebiet abgestuft und schwächte sich am 21. August zu einem ausgedehnten Tiefdruckgebiet ab.
- NHC-Archiv zu Hurrikan Danielle (englisch)

### Tropischer Sturm Earl
Earl bildete sich anfangs als fünftes tropisches Tiefdruckgebiet der Saison am 13. August östlich der Kleinen Antillen. Nachdem es westwärts zog, erreichte es am 14. August ungefähr 605 km südöstlich von Barbados die Stärke eines Tropischen Sturms. Am 15. August zog Earl südlich an Grenada vorbei und gelangte in die Karibik. Zu diesem Zeitpunkt hatte sich der Sturm abgeschwächt und wäre zu einer tropischen Welle zurückgestuft worden, die Regierung Venezuelas gestattete aber nicht den Zugang zu ihren Luftraum. Die für eine solche Einschätzung erforderliche Begutachtung von Earls Zirkulation war deswegen nicht möglich, weil Satellitenbeobachtungen für diese Zwecke nicht genau genug sind. Da Earl weiterhin eine Bedrohung für Landgebiete darstellt, wurden die Warnungen für weitere zwölf Stunden aufrechterhalten.
Am nächsten Morgen war es einem Aufklärungsflugzeug möglich, zum Zentrum des Sturmes zu gelangen. Die Erkundung fand keine geschlossene Zirkulation vor, so dass Earl am 16. August um 11 Uhr AST zur tropischen Welle zurückgestuft wurde. Die Überreste des Sturms zogen weiter durch die Karibik und überquerten Mittelamerika, um später als achtes tropisches Tiefdruckgebiet im Pazifischen Ozean zum Hurrikan Frank zu werden. Earl verursachte geringe Schäden auf Grenada sowie St. Vincent und die Grenadinen. Das System war das erste System, das seit 1996 vom atlantischen ins pazifische Becken gelangte. Damals entwickelte sich Hurrikan Cesar im Pazifik zu Hurrikan Douglas.
- NHC-Archiv zum Tropischen Sturm Earl (englisch)

### Hurrikan Frances
Hurrikan Frances nahm seinen Anfang am 24. August als Tropisches Tiefdruckgebiet Sechs und wurde am 25. August benannt, als er sich noch ein gutes Stück östlich der Inseln über dem Winde befand. Frances wurde schnell stärker und erreichte am 27. August die Kategorie 4 der Saffir-Simpson-Hurrikan-Windskala. Zunächst wurde vorausgesagt, dass der Hurrikan nach Norden drehen und vielleicht Bermuda bedrohen würde, dann änderten sich die Bedingungen jedoch und Frances’ vorhergesagter Weg schwenkte westwärts. Nachdem der Sturm die Turks- und Caicosinseln streifte, pflügte er durch die Bahamas. Vom 2. bis 4. September bahnte sich Frances langsam seinen Weg durch die Bahamas. Seine niedrige Vorwärtsgeschwindigkeit erlaubte es, die Rekordzahl von 2,5 bis 3 Millionen Bewohner Floridas zu evakuieren. Obwohl sich Frances bei seinem Weg durch die Bahamas aufgrund von Windscherung zur Kategorie 2 abschwächte, war es immer noch ein sehr mächtiger Sturm.
Nachdem Frances vor der Küste Floridas für annähernd 24 Stunden stationär festsaß, bewegte sich der Hurrikan in den Morgenstunden des 5. September schließlich auf die Küste Floridas zu. Er zog in nordwestlicher Richtung über das Land, gelangte kurz über den Golf von Mexiko und traf dann das Florida Panhandle. Als er am 6. September über Georgia hinweg zog, verursachte er schwere Regenfälle in den südlichen Bundesstaaten. An manchen Orten in North Carolina und Virginia wurden 380 mm Regen gemessen, was starke Überflutungen verursachte. Frances wurde zu einem tropischen Tiefdruckgebiet herabgestuft und löste sich am 9. September über Pennsylvania auf.
Der Schaden in den Vereinigten Staaten belief sich auf rund neun Milliarden US-Dollar, was Frances zum damaligen Zeitpunkt zum sechstteuersten Hurrikan der US-Geschichte machte. Der Großteil davon betraf Florida und war in der langsamen Bewegung, der Größe des Windfeldes und damit in der langen Dauer der Hurrikanwinde begründet. Der Sturm ist direkt für sieben Todesfälle verantwortlich; einer auf den Bahamas und sechs in den Vereinigten Staaten. Hurrikan Frances führte zur Rekordanzahl von 123 Tornados in den Vereinigten Staaten.
- NHC-Archiv zu Hurrikan Frances (englisch)
- HPC-Archiv zu Frances (Memento vom 18. September 2004 im Internet Archive) (englisch)

### Hurrikan Gaston
Das Tropische Tiefdruckgebiet Sieben bildete sich am 27. August um 17:00 Uhr EDT (21:00 Uhr UTC) ungefähr 225 km südlich von Charleston, South Carolina. Das Tiefdruckgebiet mäandrierte für den Rest des Tages vor der Küste und verstärkte sich gegen Mittag des 28. August zum Tropischen Sturm Gaston. Um 10:00 Uhr EDT (14:00 Uhr UTC) des 29. August kreuzte Gaston die Küstenlinie bei Bulls Bay nahe den Städten McClellanville und Awendaw in South Carolina, fast genau an derselben Stelle wie 1989 Hurrikan Hugo.
Als der Sturm über Land gelangte, lag seine Intensität knapp unter Hurrikanstärke. Zwar waren die Windschäden in South Carolina minimal, aber der Sturm schritt nur langsam voran und produzierte im Bereich seiner Zugbahn zwischen 125 und 250 mm Niederschlag und verursachte dadurch ausgedehnte Fluten. Gaston zog in nördlicher Richtung über das Festland und schwächte sich dabei zwar zu einem tropischen Tiefdruckgebiet ab, brachte aber immer noch wolkenbruchartige Regenfälle in Zentralvirginia, wo mindestens acht Menschen in den resultierenden Fluten starben. Das Unterhaltungsgebiet Shockoe Bottom nahe der Innenstadt von Richmond, Virginia wurde von den Fluten verwüstet. Der Gesamtschaden wurde auf ungefähr 130 Millionen US-Dollar geschätzt.
Spät am 30. August überquerte Gaston als tropisches Tiefdruckgebiet die Chesapeake Bay, seine Winde wurden dabei stärker und Gaston wurde erneut als tropischer Sturm geführt. Er zog dann hinaus auf den Atlantik und wurde am 1. September posttropisch, ungefähr 300 km südöstlich von Halifax, Nova Scotia.
Am 19. November wurden die oberflächennahen Winde beim Landfall auf 120 km/h bestimmt und Gaston damit zum Hurrikan der Stufe 1 zurückgestuft.
- NHC-Archiv zu Hurrikan Gaston (englisch)

### Tropischer Sturm Hermine
Hermine entstand aus einer deutlich erkennbaren Wetterstörung, die sich etwa 520 km südöstlich von Cape Hatteras, South Carolina oder 580 km westlich von Bermuda bildete und schnell nordwärts in Richtung Cape Cod zog. Auf dieser Wanderung ließ Hermine den Großteil seiner Konvektion zurück. Der Sturm zog am Morgen des 31. August bei New Bedford, Massachusetts über Land und stellte dabei kaum mehr als einen leichten Wolkenwirbel dar. Ein paar wenige Stunden später wurde das System außertropisch. Das Resttief wanderte auf seinem Weg am 31. August über die Bay of Fundy. Einige Regenfälle und Gewitter über Long Island und Teilen von Neuengland wurden Hermine zugerechnet, aber die meisten Menschen bekamen nichts von einem tropischen Sturm mit.
Es gab keine Verletzten oder Berichte von größeren Schäden, die von Hermine verursacht wurden. In Teilen des Südens von New Brunswick wurden Regenmengen von 40 bis 55 mm gemessen. Überflutete Keller einzelne Straßensperrungen wurden aus Moncton, New Brunswick berichtet.
- NHC-Archiv zum Tropischen Sturm Hermine (englisch)

### Hurrikan Ivan
Ivan war ein Kapverdischer Hurrikan, der am 2. September als Tropisches Tiefdruckgebiet Neun begann. Er wurde am 3. September zum tropischen Sturm und dann am 5. September zum Hurrikan, als er 1670 km östlich der Inseln unter dem Winde war, bei 9,9° nördlicher Breite. Später am Tag, bei 10,6°N, unterlief er unerwartet einer rapiden Intensivierung und erreichte an diesem Abend die Kategorie 4 der Saffir-Simpson-Hurrikan-Windskala. Es war der bis dahin stärkste Sturm, der sich so weit südlich so deutlich intensivierte. Während Ivan weiter westwärts zog, traf er etwas abgeschwächt am 7. September auf Grenada.
Während er weiter westwärts durch die Karibik zog, intensivierte sich Ivan schnell zu einem Hurrikan der Kategorie 5. Seine Stärke schwankte in den nächsten Tagen. Am 11. September zog der Hurrikan innerhalb von 50 km von Grand Cayman vorbei. Ivan streifte den Westen Kubas als Kategorie-5-Hurrikan und gelangte in den Golf von Mexiko. Der Hurrikan drehte nordwärts und zog über kühleres Gewässer. Am 16. September überquerte er die Küstenlinie des südlichen Alabama mit Windgeschwindigkeiten von 210 km/h. Ivan schwächte sich über Alabama schnell zu einem tropischen Tiefdruckgebiet ab, beschleunigte Richtung Nordosten und wurde über der Delmarva-Halbinsel am 18. September außertropisch. Ivans Resttief drehte in südöstlicher und dann südwestlicher Richtung ab. Über dem warmen Wasser des Golfstromes reorganisierte sich das Tief allmählich. Es überquerte am 21. September Südflorida und erlangte im Golf von Mexiko seine tropischen Eigenschaften zurück. Am 23. September wurde Ivan 220 km südlich von Louisiana erneut ein tropischer Sturm, der dann nach Nordwesten zog und mit Windgeschwindigkeiten von 95 km/h zog der Sturm bei Cameron, Louisiana an Land. Ivan zerfiel dann über Texas schnell und löste sich am 24. September auf.
Hurrikan Ivan tötete in der Karibik und den Vereinigten Staaten direkt 92 Personen und verursachte geschätzte 13 Milliarden US-Dollar an Schaden, was ihn zu diesem Zeitpunkt zum fünftteuersten Hurrikan der US-Geschichte machte. Der Hurrikan zerstörte 90 % von Grenadas Infrastruktur und verwüstete die Wirtschaft des Landes. Er zerstörte 85 % aller Gebäude auf Grand Cayman. Die Kombination von Ivan mit den vorhergehenden Regenfällen von Frances brachte viele Flüsse in den Südoststaaten zu rekordverdächtigen Wasserständen. Ivan war der stärkste Sturm der Saison 2004 und der einzige, der in der Saison Kategorie 5 erreichte. Sein minimaler zentraler Luftdruck von 910 mbar machte ihn zum sechstintensivsten atlantischen Hurrikan aller Zeiten.
- NHC-Archiv zu Hurrikan Ivan (englisch)
- HPC-Archiv zu Ivan nach dem Landgang (Memento vom 19. September 2004 im Internet Archive) (englisch)

### Tropisches Tiefdruckgebiet Zehn
Zusätzlich zu den fünfzehn benannten Stürmen gab es ein weiteres tropisches Tiefdruckgebiet, das sich nicht zu einem tropischen Sturm intensivierte, das Tropische Tiefdruckgebiet Zehn. Es bildete sich am 7. September aus einer tropischen Welle und löste sich, nachdem es nordostwärts gezogen war, am 9. September nahe den Azoren auf.
- NHC-Archiv zum Tiefdruckgebiet Zehn (englisch)

### Hurrikan Jeanne
Jeanne bildete sich am Abend des 13. September als tropisches Tiefdruckgebiet ostsüdöstlich von Guadeloupe. Nachdem sich das System zu einem tropischen Sturm verstärkte, überquerte Jeanne am 15. September Puerto Rico. Er zog dann in Richtung Hispaniola, an dessen Küste der Sturm kaum die Stärke eines Hurrikans hatte, als er am 16. September die Uferlinie querte. Er zog dann langsam an der Nordküste von Haiti und der Dominikanischen Republik entlang, wo seine schweren Regenfälle Erdrutsche und Sturzfluten brachten. Jeannes ungewöhnlich langsame Vorwärtsbewegung wurde durch den sich abschwächenden Hurrikan Ivan verursacht. Ivan brach einen Trog mit sich, der die Steuerungsströmungen von Jeanne mit Nachschub versorgte. Die Einwirkungen der Landfläche Hispaniolas bewirkten die Abschwächung zu einem tropischen Tiefdruckgebiet.
Nachdem Jeanne auf Hispaniola verheerenden Schaden anrichtete, mühte sich das System ab, sich zu reorganisieren. Trotzdem begann hinterher die Erneuerung des Systems, das nach Norden zog. Nachdem es über dem offenen Atlantik eine komplette Schleife vollzog, verstärkte sich Jeanne in einen Hurrikan der Kategorie 3 und zog am 25. September über die Great Abaco und Grand Bahama hinweg. Jeannes Landfallpunkt lag lediglich 3 km von der Stelle, wo drei Wochen zuvor Frances die Küstenlinie überschritten hatte. Den Regenfällen von Frances und Ivan folgend, brachte Jeanne rekordverdächtige Fluten bis in die nördlichen Bundesstaaten West Virginia und New Jersey, bevor die Überreste des Systems nach Osten auf den offenen Atlantik abdrehten.
Jeanne wird für mindestens 3006 Todesfälle auf Haiti – davon allein 2800 in Gonaïves, das am 18. und 19. September von den Fluten und Erdrutschen beinahe weggespült wurde – verantwortlich gemacht. Der Sturm verursachte auch sieben Todesfälle auf Puerto Rico, 18 in der Dominikanischen Republik und mindestens vier in Florida. Die Gesamtzahl der Opfer durch Jeanne wird mit 3025 angenommen. Der Sachschaden in den Vereinigten Staaten belief sich auf 6,8 Mill. US-Dollar.
- NHC-Archiv zu Hurrikan Jeanne (englisch)
- HPC-Archiv zu Jeanne (Memento vom 1. Oktober 2004 im Internet Archive) (englisch)

### Hurrikan Karl
Das Tropische Tiefdruckgebiet Zwölf bildete sich am 16. September aus einer tropischen Welle etwa 1080 km westsüdwestlich der Kapverdischen Inseln. Später am Tag, um 23:00 Uhr AST (03:00 Uhr UTC am 17. September) entwickelte sich daraus der Tropische Sturm Karl, der am 18. September zum Hurrikan und später wurde und sich nach einer rapiden Intensivierung am gleichen Tag zum schweren Hurrikan intensivierte.
Karl wurde weiter stärker und wurde am 21. September mit Windgeschwindigkeiten von 230 km/h ein Kategorie-4-Hurrikan. Seine Intensität schwankte in den nächsten ein wenig und Karl erreichte die Kategorie 4 zu zwei unterschiedlichen Zeitpunkten. Er zog dabei stetig nordwärts und blieb hunderte Kilometer vom Land entfernt, bevor seine Abschwächung einsetzte und der Hurrikan begann sich über kühlerem Wasser abzuschwächen und über kühleren Gewässern außertropisch zu werden. Karls Intensität entsprach noch der Stärke eines Hurrikans der Kategorie 1, als er am 24. September über dem nördlichen Atlantik bei ungefähr 47° nördlicher Breite außertropisch wurde. Der außertropische Komplex traf zwei Tage später mit Windgeschwindigkeiten von 144 km/h die Färöer.
- NHC-Archiv zu Hurrikan Karl (englisch)

### Hurrikan Lisa
Das Tropische Tiefdruckgebiet Dreizehn entwickelte sich am 19. September aus einer Tropischen Welle rund 1050 km westsüdwestlich der Kapverdischen Inseln. Am 20. September um 8:00 Uhr AST wurde das Tief mit Windgeschwindigkeiten von 80 km/h zum tropischen Sturm. Lisa war ein sehr kleiner Sturm, dessen Entwicklung durch die Nähe zu Hurrikan Karl behindert wurde. Am 22. September begann Lisa sich mit einer östlich liegenden ausgedehnten tropischen Störung zu verbinden und schwächte sich dabei für einige Tage zu einem tropischen Tiefdruckgebiet ab, bevor das System am 25. September die Stärke eines tropischen Sturms zurückerlangte. Danach zog der Sturm nordwärts über den Mittelatlantik. Lisa machte verschiedene Phasen der Abschwächung und Intensivierung durch und erreichte schließlich am 1. Oktober und nochmals am Tag darauf Hurrikanstärke.
Damals brach Lisa den Rekord der längsten Dauer eines tropischen Sturmes vor der Intensivierung zu einem Hurrikan. Zwar benötigte Hurrikan Dennis der Hurrikansaison 1981 längere Zeit als benannter Sturm, bevor er Hurrikanstärke erreichte, Dennis hatte sich allerdings zwischenzeitlich zu einer tropischen Welle abgeschwächt. Letztendlich wurde dieser Rekord durch Hurrikan Irene in der viele Rekorde brechenden atlantischen Hurrikansaison geschlagen. Die Nachanalyse stellte fest, dass Lisa am 2. Oktober zum Hurrikan wurde, nachdem sie 11 3/4 Tage ein tropischer Sturm war. Insgesamt dauerte die Entwicklung vom tropischen Tiefdruckgebiet zum Hurrikan 12 1/2 Tage, nur Hurrikan Josephine des Jahres 1990 benötigte länger.
Lisa war nur kurz ein Hurrikan, der über kühleres Wasser wanderte und sich zu einem tropischen Sturm abschwächte. Früh am 3. Oktober wurde Lisa außertropisch, ungefähr 760 km nordnordwestlich der Azoren. Der Sturm bedrohte zu keiner Zeit Land.
- NHC-Archiv zu Hurrikan Lisa (englisch)

### Tropischer Sturm Matthew
Matthew nahm seinen Anfang in einer tropischen Welle, die in den südwestlichen Golf von Mexiko gelangte. Diese Welle wuchs zu einem ausgedehnten Tiefdruckgebiet im westlichen Golf. Das bis dahin nichttropische System begann, eine die Vereinigten Staaten durchquerende Kaltfront mit Feuchtigkeit zu nähren und verursachte somit schwere Regenfälle in Louisiana, dem Osten von Texas und in Arkansas.
Am Nachmittag des 8. Oktober entwickelte sich der Tiefdruckkomplex 420 km ostsüdöstlich von Brownsville, Texas zum Tropischen Sturm Matthew. Matthew war ein minimaler tropischer Sturm und seine anhaltenden Winde blieben vom Entstehen des Systems bis zum Landfall am 10. Oktober bei etwa 64 km/h. Der Sturm wurde im Tagesverlauf im Landesinneren von Louisiana außertropisch und löste sich in der Nähe von El Dorado, Arkansas auf.
Matthew brachte bis zu 300 mm Regen in den Süden von Louisiana. Ungefähr ein Dutzend Häuser im Terrebonne Parish wurden nach dem Bruch eines Kanaldeiches überflutet und Straßen im St. Bernard Parish standen den Berichten zufolge etwa 60 cm hoch unter Wasser. Die Überreste Matthews fuhren fort, im Landesinneren für mindestens fünf weitere Tage schwere Regenfälle zu verursachen. Es wurden keine Verletzungen oder Todesfälle berichtet.
- NHC-Archiv zum Tropischen Sturm Matthew (englisch)
- HPC-Archiv zu Matthew (Memento vom 27. Oktober 2004 im Internet Archive) (englisch)

### Subtropischer Sturm Nicole
Früh am 10. Oktober stellte das National Hurricane Center fest, dass sich ein Tiefdruckgebiet westlich von Bermuda eine ausreichende Organisation aneignete, um als Subtropischer Sturm Nicole benannt zu werden. Das System brachte leichten Regen über Bermuda und bedrohte die Insel kurzfristig, bevor es nach Nordosten abdrehte.
Nicole zog weiterhin generell nordostwärts über kühleres Wasser und wurde am 11. Oktober, 555 km südsüdöstlich von Halifax, Nova Scotia für vollständig außertropisch erklärt. Das Canadian Hurricane Center führte die Sturmwarnungen über den von ihm post-tropischen Sturm – eigentlich ein Sturmkomplex, der von einem anderen außertropischen Tief absorbiert wurde – noch für einen weiteren Tag fort, da der Sturm sich dem Land annäherte und in den kanadischen Seeprovinzen starke Regenfälle aufkamen. Nicoles Resttief verband sich schließlich am 14. Oktober in der Nähe von Anticosti mit einem anderen größeren Tiefdruckgebiet. Im Zusammenhang mit Nicole wurden weder Verletzungen noch Todesfälle aufgezeichnet.
2002 begann das National Hurricane Center, auch subtropischen Stürmen Namen zuzuweisen. Nicole war der erste benannte subtropische Sturm.
- NHC-Archiv zum Subtropischen Sturm Nicole (englisch)

### Tropischer Sturm Otto
Nach einer sieben Wochen andauernden Periode der Inaktivität bildete sich am 30. November, dem letzten Tag der offiziellen Hurrikansaison, der Tropische Sturm Otto. Er entwickelte sich aus einem nichttropischen Tiefdruckkomplex über dem zentralen Atlantischen Ozean. Otto zog als minimaler Tropischer Sturm für ein paar Tage generell süd- und südwestwärts, bevor am 2. Dezember seine Degenerierung einsetzte. Einen Tag später löste sich Otto auf.
- NHC-Archiv zum Tropischen Sturm Otto (englisch)

## Accumulated Cyclone Energy (ACE)
| ACE (104 kt2) – Sturm | ACE (104 kt2) – Sturm | ACE (104 kt2) – Sturm | ACE (104 kt2) – Sturm | ACE (104 kt2) – Sturm | ACE (104 kt2) – Sturm |
| --------------------- | --------------------- | --------------------- | --------------------- | --------------------- | --------------------- |
| 1                     | 70,4                  | Ivan                  | 8                     | 10,6                  | Charley               |
| 2                     | 45,9                  | Frances               | 9                     | 2,72                  | Gaston                |
| 3                     | 28,4                  | Karl                  | 10                    | 2,62                  | Bonnie                |
| 4                     | 24,2                  | Jeanne                | 11                    | 1,34                  | Hermine               |
| 5                     | 12,2                  | Lisa                  | 12                    | 1,01                  | Matthew               |
| 6                     | 12,1                  | Danielle              | 12                    | 1,01                  | Otto                  |
| 7                     | 11,4                  | Alex                  | 14                    | 0,77                  | Earl                  |
| Total=225             |                       |                       |                       |                       |                       |

Die Acummulated Cyclone Energy (ACE) ist eine Maßzahl für die Stärke und Dauer eines tropischen Wirbelsturms. Die ACE beschreibt die Energie eines tropischen Sturms, indem die maximale Windgeschwindigkeit eines Sturms mit ihrer Dauer multipliziert wird, das heißt, lange andauernde Stürme, sowie starke Stürme haben einen hohen ACE-Wert. Hurrikan Ivan trug fast ein Drittel zum ACE-Wert der Saison 2004 bei, da Ivan ein lange anhaltender und starker „kapverdischer“ Hurrikan war. Ivan hatte den zweithöchsten ACE-Wert aller jemals im Atlantik gemessenen tropischen Wirbelstürme – nur der ACE-Wert des San-Ciriaco-Hurrikan von 1899 liegt höher.
Traditionell werden von der NOAA lediglich Stürme mit Windgeschwindigkeiten von über 34 Knoten (63 km/h) erfasst. Obwohl Nicole ein benannter Sturm war, wird dieser nicht bei der Berechnung des ACE-Wertes berücksichtigt, weil es sich bei Nicole nicht um einen tropischen Sturm handelte.
Die tropischen Stürme des Jahres 2004 sind von der höchsten bis zur niedrigsten Accumulated Cyclone Energy aufgeführt, deren ACE auf drei signifikante Stellen angegeben ist. Die ACE der Hurrikansaison 2004 betrug 225.

## Namen der Stürme 2004
Die folgenden Namen wurden für die Stürme benutzt, die sich während der Hurrikansaison 2004 im atlantischen Becken bildeten:
Alex, Bonnie, Charley, Danielle, Earl, Frances, Gaston, Hermine, Ivan, Jeanne, Karl, Lisa, Matthew, Nicole, Otto
Nicht mehr zur Anwendung kamen:
Paula, Richard, Shary, Tomas, Virginie und Walter
Durch die World Meteorological Organization wurden im Frühjahr 2005 vier Namen gestrichen: Charley, Ivan, Frances und Jeanne. Sie wurden durch Colin, Fiona, Igor und Julia ersetzt. Vier Streichungen von Namen sind bislang die zweithöchste Anzahl von Namensstreichungen. Außer 2004 wurden vier Namen auch in den Jahren 1955 und 1995 ersetzt. Nur 2005 wurden fünf Sturmnamen innerhalb einer Saison ausgewechselt. Die Namen, die nicht von der Liste der Namen tropischer Wirbelstürme gestrichen wurden, werden in der Hurrikansaison 2010 erneut benutzt.